# ACR (слот)
ACR (англ. Advanced Communications Raiser) — специализированный слот расширения, присутствующий на некоторых материнских платах компьютеров, разработанный коалицией, включающей 3COM, AMD, VIA Technologies, Lucent Technologies, конкурент слота AMR от фирмы Intel.
Открытый промышленный технический стандарт, выпущенный известным производителем в июне 2001 года, также направлен на расширение функций AMR в сетевых коммуникациях. ACR не только полностью совместим со спецификацией AMR, но также определяет очень полный стандартный интерфейс для сети и связи. Плата ACR может обеспечивать такие функции, как модем, LAN (локальная сеть), домашний анализатор цепей серии PNA, широкополосная сеть (ADSL, кабельный модем), беспроводная сеть и обработка многоканального звука. Большинство слотов ACR предназначены для размещения в исходных слотах ISA. Слот ACR имеет 120-контактную конструкцию и совместим с обычными слотами PCI, но направление прямо противоположное, что может гарантировать, что два типа сменных карт не будут перепутаны. Хотя стандарты ACR и CNR включают все содержание стандарта AMR, они несовместимы и даже могут считаться взаимоисключающими.

## Технология
Спецификация ACR была разработана Advanced Communications Riser Special Interest Group (ACR SIG) в 2000 году с целью заменить спецификацию AMR.
ACR слот был призван обеспечить более дешевый способ подключения некоторых карт расширения к компьютеру, с акцентом на звуковые и коммуникационные устройства. Звуковые карты и модемы являлись наиболее распространенными устройствами, использовавшими эту спецификацию.
ACR использовал стандартный 120-контактный разъем PCI (устанавливаемый на материнской плате вверх ногами), сохраняя обратную совместимость с 46-контактными AMR-картами (в отличие от AMR-слота, требовавшего особый разъем)
Новые функции, появившиеся в ACR, включали: EEPROM для хранения информации о модели и производителе оборудования, поддержку USB, интегрированную пакетную шину для Digital Subscriber Line (DSL), поддержку кабельных модемов и беспроводных сетей.